# RTV9
RTV9 was een Nederlandse lokale radio- en tv-zender die zich richtte op de gemeenten IJsselstein, Nieuwegein en Lopik. De studio bevond zich in de IJsselsteinse wijk Zenderpark. In september 2017 werd bekendgemaakt dat de zender zou stoppen wegens onvoldoende publiek, vrijwilligers en inkomsten. De laatste uitzending vond plaats op 14 oktober 2017. 